# Albert Anastasia
Albert Anastasia (ur. jako Umberto Anastasio 26 września 1902 w Tropei w południowych Włoszech, zm. 25 października 1957 w Nowym Jorku) – gangster, płatny morderca, jeden z najpotężniejszych członków zorganizowanego świata przestępczego tzw. amerykańskiego syndykatu, który wykształcił się po „Wojnie Castellammarese”.
Urodził się we włoskiej rodzinie, przybył do Stanów Zjednoczonych między 1917 a 1920 rokiem. Słynął z ogromnej, niepohamowanej brutalności i bezwzględności. Specjalista od „mokrej roboty” w ramach organizacji Murder, Inc. (zbrojne ramię syndykatu). Należał do brygady zabójców Giuseppe „Joe Boss” Masserii (15 kwietnia 1931). Przyjmuje się, że Murder, Inc. odpowiada za śmierć od 400 do 500 osób (Anastasia za żadne zabójstwo nie został oskarżony w odróżnieniu od innych członków). Mordercze zapędy Anastasii były na rękę niektórym bossom świata przestępczego (Frank Costello borykał się z atakami ze strony Vito Genovese i potrzebował jego jako sojusznika, z kolei Genovese w sprytny sposób odstraszał potencjalnych zwolenników Anastasii, wskazując na jego niepohamowaną żądzę krwi). Meyer Lansky niechętnie też patrzył na rosnące wpływy Anastasii, gdyż postanowił on otworzyć sieć kasyn na Kubie (hazardowe imperium z ogromnymi zyskami było wizytówką Meyera, który niechętnie patrzył na niechcianą konkurencję).
25 października 1957 Albert Anastasia wybrał się do salonu fryzjerskiego w nowojorskim hotelu Sheraton, gdzie został zastrzelony przez dwóch mężczyzn z chustami na twarzach.